# Borčani
Borčani es un pueblo de la municipalidad de Tomislavgrad, en Bosnia y Herzegovina.

## Superficie
Posee una superficie de 6,49 kilómetros cuadrados.

## Demografía
Hasta 2013 la población era de 828 habitantes de los cuales 431 correspondían a hombres y 397 a mujeres.